# Roadracing-VM 2010
Världsmästerskapen i Roadracing 2010 arrangerades av Internationella motorcykelförbundet och innehöll klasserna MotoGP, Moto2 (ersätter 250cc) och 125GP i Grand Prix-serien samt Superbike, Supersport, Endurance och Sidovagnar. VM-titlar delades ut till bästa förare och till bästa konstruktör.
| Världsmästare i roadracing 2010 | Världsmästare i roadracing 2010                 | Världsmästare i roadracing 2010 |
| Klass                           | Mästare individuellt                            | Mästare konstruktörer           |
| ------------------------------- | ----------------------------------------------- | ------------------------------- |
| MotoGP                          | Jorge Lorenzo                                   | Yamaha                          |
| Moto2                           | Toni Elias                                      | Suter                           |
| 125GP                           | Marc Marquez                                    | Derbi                           |
| Superbike                       | Max Biaggi                                      | Aprilia                         |
| Supersport                      | Kenan Sofuoğlu                                  | Honda                           |
| Endurance                       | Suzuki Endurance Racing Team ( Philippe, Foray) | Suzuki                          |
| Sidvagn                         | / Pekka Päivärinta / Adolf Hänni                | -                               |

## MotoGP

### Teamuppställningar 2010
| Team                          | Nr | Förare          | Nr | Förare           |
| ----------------------------- | -- | --------------- | -- | ---------------- |
| Marlboro Ducati               | 27 | Casey Stoner    | 69 | Nicky Hayden     |
| FIAT Yamaha                   | 46 | Valentino Rossi | 99 | Jorge Lorenzo    |
| Repsol Honda                  | 3  | Dani Pedrosa    | 4  | Andrea Dovizioso |
| Rizla Suzuki                  | 19 | Álvaro Bautista | 65 | Loris Capirossi  |
| San Carlo Honda Gresini       | 33 | Marco Melandri  | 58 | Marco Simoncelli |
| Pramac Racing                 | 36 | Mika Kallio     | 44 | Aleix Espargaro  |
| LCR Honda MotoGP              | 14 | Randy de Puniet | -  | -                |
| Tech 3 Yamaha                 | 5  | Colin Edwards   | 11 | Ben Spies        |
| Interwetten Honda MotoGP Team | 7  | Hiroshi Aoyama  | -  | -                |
| Aspar Ducati                  | 40 | Héctor Barberá  | -  | -                |

### Tävlingskalender och resultat MotoGP
| Datum        | Grand Prix     | Bana           | Vinnande förare | Team            | Rapport |
| ------------ | -------------- | -------------- | --------------- | --------------- | ------- |
| 11 april     | Qatar          | Losail ¹       | Valentino Rossi | FIAT Yamaha     | *       |
| 2 maj        | Spanien        | Jerez          | Jorge Lorenzo   | FIAT Yamaha     | *       |
| 23 maj       | Frankrike      | Le Mans        | Jorge Lorenzo   | FIAT Yamaha     | *       |
| 6 juni       | Italien        | Mugello        | Dani Pedrosa    | Repsol Honda    | *       |
| 20 juni      | Storbritannien | Silverstone    | Jorge Lorenzo   | FIAT Yamaha     | *       |
| 26 juni      | Nederländerna  | Assen          | Jorge Lorenzo   | FIAT Yamaha     | *       |
| 4 juli       | Katalonien     | Barcelona      | Jorge Lorenzo   | FIAT Yamaha     | *       |
| 18 juli      | Tyskland       | Sachsenring    | Dani Pedrosa    | Repsol Honda    | *       |
| 25 juli      | USA            | Laguna Seca ²  | Jorge Lorenzo   | FIAT Yamaha     | *       |
| 15 augusti   | Tjeckien       | Brno           | Jorge Lorenzo   | FIAT Yamaha     | *       |
| 29 augusti   | Indianapolis   | Indianapolis   | Dani Pedrosa    | Repsol Honda    | *       |
| 5 september  | San Marino     | Misano         | Dani Pedrosa    | Repsol Honda    | *       |
| 19 september | Aragonien      | Aragón         | Casey Stoner    | Marlboro Ducati | *       |
| 3 oktober    | Japan          | Motegi         | Casey Stoner    | Marlboro Ducati | *       |
| 10 oktober   | Malaysia       | Sepang         | Valentino Rossi | FIAT Yamaha     | *       |
| 17 oktober   | Australien     | Phillip Island | Casey Stoner    | Marlboro Ducati | *       |
| 31 oktober   | Portugal       | Estoril        | Jorge Lorenzo   | FIAT Yamaha     | *       |
| 7 november   | Valencia       | Valencia       | Jorge Lorenzo   | FIAT Yamaha     | *       |

Anm: ¹ Kvällstävling i elljus, ² Endast MotoGP-klassen

### Mästerskapsställning MotoGP
Efter 18 av 18 Grand Prix:
1. Jorge Lorenzo, 383 p.
2. Dani Pedrosa, 245 p.
3. Valentino Rossi, 233 p.
4. Casey Stoner, 225 p.
5. Andrea Dovizioso, 206 p.
6. Ben Spies, 176 p.
7. Nicky Hayden, 163 p.
8. Marco Simoncelli, 125 p.
9. Randy de Puniet, 116 p.
10. Marco Melandri, 103 p.
11. Colin Edwards, 103 p.
12. Héctor Barberá, 90 p.

## Moto2

### Teamuppställningar 2010
| Team                         | Nr | Förare              | Nr | Förare             |
| ---------------------------- | -- | ------------------- | -- | ------------------ |
| Fimmco Speed up              | 2  | Gabor Talmacsi      | 29 | Andrea Iannone     |
| Viessmann Kiefer Racing      | 4  | Stefan Bradl        | -  | -                  |
| Jack & Jones by A.Banderas   | 5  | Joan Olive          | 9  | Kenny Noyes        |
| Aerosport de Castello - Ajo  | 6  | Alex Debon          | -  | -                  |
| Tenerife 40 Pons             | 7  | Axel Pons           | 40 | Sergio Gadea       |
| Holiday Gym G22              | 10 | Fonsi Nieto         | 88 | Yannick Guerra     |
| Interwetten Moriwaki Racing  | 12 | Thomas Lüthi        | -  | -                  |
| Thai Honda PTT Singha SAG    | 14 | Ratthapark Wilairot | -  | -                  |
| RSM Team Scot                | 15 | Alex de Angelis     | 59 | Niccolo Canepa     |
| Forward Racing               | 16 | Jules Cluzel        | 71 | Claudio Corti      |
| Cardion AB Motoracing        | 17 | Karel Abraham       | -  | -                  |
| Gresini Racing Moto2         | 24 | Toni Elias          | 61 | Vladimir Ivanov    |
| Caretta Technology Race Dept | 25 | Alex Baldolini      | -  | -                  |
| Tech 3 Racing                | 35 | Raffaele de Rosa    | 72 | Yuki Takahashi     |
| Maquinza-SAG Team            | 76 | Bernat Martinez     | -  | -                  |
| Italtrans S.T.R.             | 39 | Robertino Pietri    | 44 | Roberto Rolfo      |
| Racing Team Germany          | 41 | Arne Tode           | -  | -                  |
| Marc VDS Racing Team         | 45 | Scott Redding       | 55 | Hector Faubel      |
| Technomag-CIP                | 48 | Shoya Tomizawa †    | 77 | Dominique Aegerter |
| Matteoni C.P. Racing         | 52 | Lukas Pesek         | -  | -                  |
| WTR San Marino Team          | 53 | Valentin Debise     | -  | -                  |
| Vector Kiefer Racing         | 56 | Vladimir Leonov     |    |                    |
| Mapfre Aspar Team            | 60 | Julian Simon        | 63 | Mike Di Meglio     |
| JIR Moto2                    | 75 | Mattia Pasini       | 3  | Simone Corsi       |
| Blusens-STX                  | 76 | Bernat Martinez     | 95 | Mashel Al Naimi    |
| MZ Racing team               | 8  | Anthony West        | -  | -                  |

Anm: † Shoya Tomizawa avled efter en krasch på San Marinos GP 2010

### Tävlingskalender och resultat Moto2
| Datum        | Grand Prix     | Bana           | Vinnande förare | Team                    | Rapport |
| ------------ | -------------- | -------------- | --------------- | ----------------------- | ------- |
| 11 april     | Qatar          | Losail ¹       | Shoya Tomizawa  | Technomag-CIP           | *       |
| 2 maj        | Spanien        | Jerez          | Toni Elías      | Gresini Racing Moto2    | *       |
| 23 maj       | Frankrike      | Le Mans        | Toni Elías      | Gresini Racing Moto2    | *       |
| 6 juni       | Italien        | Mugello        | Andrea Iannone  | Fimmco Speed up         | *       |
| 20 juni      | Storbritannien | Silverstone    | Jules Cluzel    | Forward Racing          | *       |
| 26 juni      | Nederländerna  | Assen          | Andrea Iannone  | Fimmco Speed up         | *       |
| 4 juli       | Katalonien     | Barcelona      | Yuki Takahashi  | Tech 3 Racing           | *       |
| 18 juli      | Tyskland       | Sachsenring    | Toni Elías      | Gresini Racing Moto2    | *       |
| 15 augusti   | Tjeckien       | Brno           | Toni Elías      | Gresini Racing Moto2    | *       |
| 29 augusti   | Indianapolis   | Indianapolis   | Toni Elías      | Gresini Racing Moto2    | *       |
| 5 september  | San Marino     | Misano         | Toni Elías      | Gresini Racing Moto2    | *       |
| 19 september | Aragonien      | Aragón         | Andrea Iannone  | Fimmco Speed up         | *       |
| 3 oktober    | Japan          | Motegi         | Toni Elías      | Gresini Racing Moto2    | *       |
| 10 oktober   | Malaysia       | Sepang         | Roberto Rolfo   | Italtrans S.T.R.        | *       |
| 17 oktober   | Australien     | Phillip Island | Alex de Angelis | JIR Moto2               | *       |
| 31 oktober   | Portugal       | Estoril        | Stefan Bradl    | Viessmann Kiefer Racing | *       |
| 7 november   | Valencia       | Valencia       | Karel Abraham   | Cardion AB Motoracing   | *       |

Anm: ¹ Kvällstävling i elljus

### Mästerskapsställning Moto2
Efter 17 av 17 Grand Prix.
1. Toni Elías, 271 p.
2. Julian Simon, 201 p.
3. Andrea Iannone, 199 p.
4. Thomas Luthi, 156 p.
5. Simone Corsi, 138 p.
6. Gabor Talmacsi, 109 p.
7. Jules Cluzel, 106 p.
8. Scott Redding, 102 p.
9. Stefan Bradl, 97 p.

## 125GP

### Teamuppställningar 2010
| Team                          | Nr | Förare               | Nr | Förare              |
| ----------------------------- | -- | -------------------- | -- | ------------------- |
| Aeroport de Castello - Ajo    | 26 | Adrian Martin        | -  | -                   |
| AirAsia - Sepang Int. Circuit | 50 | Sturla Fagerhaug     | 63 | Zulfahmi Khairuddin |
| Andalucia Cajasol             | 23 | Alberto Moncayo      | 99 | Danny Webb          |
| Avant Mitsubishi Ajo          | 11 | Sandro Cortese       | -  | -                   |
| Bancaja Aspar Team            | 38 | Bradley Smith        | 40 | Nicolas Terol       |
| Blusens-STX                   | 12 | Esteve Rabat         | -  | -                   |
| CBC Corse                     | 53 | Jasper Iwema         | 69 | Louis Rossi         |
| Fontana Racing                | 15 | Simone Grotzkyj      | -  | -                   |
| Interwetten Honda 125         | 78 | Marcel Schrötter     | -  | -                   |
| Lambretta Reparto Corse       | 60 | Michael Van Der Mark | 72 | Marco Ravaioli      |
| Ongetta Team¹                 | 87 | Luca Marconi         | 94 | Jonas Folger        |
| Racing Team Germany           | 71 | Tomoyoshi Koyama     | 84 | Jakub Kornfeil      |
| Red Bull Ajo Motorsport       | 93 | Marc Marquez         | -  | -                   |
| Stipa-Molenaar Racing GP      | 35 | Randy Krummenacher   | 39 | Luis Salom          |
| Tuenti Racing                 | 7  | Efren Vazquez        | 44 | Pol Espargaro       |
| WTR San Marino Team           | 14 | Johann Zarco         | -  | -                   |

Anm: ¹ Ongettas förare Alexis Masbou skadades i loppet i Tjeckien och ersattes av Luca Marconi

### Tävlingskalender och resultat 125GP
| Datum        | Grand Prix     | Bana           | Vinnande förare | Team                    | Rapport |
| ------------ | -------------- | -------------- | --------------- | ----------------------- | ------- |
| 11 april     | Qatar          | Losail ¹       | Nicolás Terol   | Bancaja Aspar Team      | *       |
| 2 maj        | Spanien        | Jerez          | Pol Espargaró   | Tuenti Racing           | *       |
| 23 maj       | Frankrike      | Le Mans        | Pol Espargaró   | Tuenti Racing           | *       |
| 6 juni       | Italien        | Mugello        | Marc Marquez    | Red Bull Ajo Motorsport | *       |
| 20 juni      | Storbritannien | Silverstone    | Marc Marquez    | Red Bull Ajo Motorsport | *       |
| 26 juni      | Nederländerna  | Assen          | Marc Marquez    | Red Bull Ajo Motorsport | *       |
| 4 juli       | Katalonien     | Barcelona      | Marc Marquez    | Red Bull Ajo Motorsport | *       |
| 18 juli      | Tyskland       | Sachsenring    | Marc Marquez    | Red Bull Ajo Motorsport | *       |
| 15 augusti   | Tjeckien       | Brno           | Nicolás Terol   | Bancaja Aspar Team      | *       |
| 29 augusti   | Indianapolis   | Indianapolis   | Nicolás Terol   | Bancaja Aspar Team      | *       |
| 5 september  | San Marino     | Misano         | Marc Marquez    | Red Bull Ajo Motorsport | *       |
| 19 september | Aragonien      | Aragón         | Pol Espargaró   | Tuenti Racing           | *       |
| 3 oktober    | Japan          | Motegi         | Marc Marquez    | Red Bull Ajo Motorsport | *       |
| 10 oktober   | Malaysia       | Sepang         | Marc Marquez    | Red Bull Ajo Motorsport | *       |
| 17 oktober   | Australien     | Phillip Island | Marc Marquez    | Red Bull Ajo Motorsport | *       |
| 31 oktober   | Portugal       | Estoril        | Nicolás Terol   | Bancaja Aspar Team      | *       |
| 7 november   | Valencia       | Valencia       | Bradley Smith   | Bancaja Aspar Team      | *       |

Anm: ¹ Kvällstävling i elljus

### Mästerskapsställning 125GP
Efter 17 av 17 Grand Prix:
1. Marc Marquez, 310 p.
2. Nicolás Terol, 296 p.
3. Pol Espargaró, 281 p.
4. Bradley Smith, 223 p.
5. Efren Vazquez, 152 p.
6. Esteve Rabat, 147 p.
7. Sandro Cortese, 143 p.
8. Tomoyoshi Koyama, 127 p.